# Flumet (cours d'eau)
Pour l’article homonyme, voir Flumet.
Le Flumet est un torrent de France situé en Isère, dans le massif des Grandes Rousses. Né au col du Sabot à 2 122 mètres d'altitude, il s'écoule entre les villages de Vaujany et d'Oz avant de se jeter dans le lac du Verney.